# Герб Мату-Гросу
Герб Мату-Гросу — геральдична емблема та одним з офіційних символів бразильського штату Мату-Гросу відповідно до статті 19 конституції штату.

## Історія
Герб штату Мату-Гросу був заснований резолюцією № 799 від 14 серпня 1918 року з ініціативи губернатора дому Франсіско де Акіно Коррейї. Згодом Указ № 5003 від 1994 року вказав кольори герба, зберігши оригінальний геральдичний опис 1918 року.

## Геральдичний опис
Відповідно до статті 1 Постанови № 799/1918 (і відтворено в статті 1 Указу № 5,003/1994) герб описується так:
"Aрт. 1°. Герб штату Мату-Гросу складається з щита в португальському стилі, тобто із заокругленим кінцем, за синьому полі на зеленій основі золотий пагорб із двома хребтами, один у центрі щита, а інший трохи нижче ліворуч. У верхній частині домінує геральдична фігура, нещодавно освячена в гербі міста Сан-Паулу, як символ бандейранте, символ, що містить срібну озброєну руку, що тримає прапор з вимпелом у квадраті та обтяжений червоним хрестом ордена Христа. Поверх щита золотий фенікс, що повстає з червоного багаття, а для опори щита - дві квітучі гілки, одна каучукового дерева, інша парагвайського падуба, перев'язані в основі стрічкою, на якій розміщена легенда: "Virtute Plusquam Auro".)
Опис герба доповнено статтею 2 Указу № 5003/1994:
Aрт.2°. При створенні герба штату Мату-Гросу, на додаток до тих, що містяться в Резолюції № 799/1918, про які йшлося вище, необхідно дотримуватися таких положень:
I - щит у португальському стилі має бути виконаний у блакитному кольорі, з заокругленою вершиною синьо-зеленого кольору, з пагорбом золотисто-жовтого кольору;
II - озброєна рука, геральдична фігура, символ бандейранта, срібного кольору;
III - Хрест Ордена Христа, посередині квадратного прапора, рожево-червоного кольору;
IV - у золотому гербі фенікс з головою, повернутою праворуч, золотисто-жовтого кольору, з багаттям рожево-червоного кольору або полумяним;
V - дві квітучі гілки, одна з яких каучукового дерева, праворуч, а інша - парагвайського падуба, у їхніх природних кольорах, тобто гілка - коричневого кольору, листя - зеленого, а квіти - білого;
VI - нарешті, стрічка, яка пов'язує гілки, червоного кольору, з легендою золотого кольору, що оточує португальський щит і стрічку з легендою.